# دوایت کلینتون
دوایت کلینتون (به انگلیسی: DeWitt Clinton) سناتور سابق عضو حزب دموکرات-جمهوری‌خواه بود. وی در سال ۱۸۰۲ تا ۱۸۰۳ میلادی سناتور ایالت نیویورک در سنای ایالات متحده آمریکا بود.